# Будевейн Реель
Будевейн Реель (нід. Boudewijn Röell, нар. 12 травня 1989, Лейдердорп, Нідерланди) — нідерландський веслувальник, бронзовий призер Олімпійських ігор 2016 року.

## Виступи на Олімпіадах
| Олімпіада           | Дисципліна | Місце |
| ------------------- | ---------- | ----- |
| Ріо-де-Жанейро 2016 | вісімки    | 3     |